# Alqueidão (Figueira da Foz)
Alqueidão is een plaats (freguesia) in de Portugese gemeente Figueira da Foz en telt 3000 inwoners (2004).